# Ariajasuru Hasegawa
Ariajasuru Hasegawa (jap. 長谷川 アーリアジャスール Hasegawa Ariajasuru; ur. 29 października 1988) – japoński piłkarz występujący na pozycji pomocnika. Obecnie występuje w Omiya Ardija.

## Kariera klubowa
Od 2007 roku występował w klubach Yokohama F. Marinos, FC Tokyo, Cerezo Osaka, Real Saragossa, Shonan Bellmare i Omiya Ardija.